# مجعدة الدراقن واللوز
مجعدة أو تفرينة الدراقن واللوز (Taphrina deformans) وصم يصيب أوراق وأفنان وثمار الدراق واللوز وهو أشد وقعاً على الدراقن. يركب الأوراق الفتية فيعجمها ويجعدها ويمنعها من القيام بوظيفتها. يطغى على الأفنان فيحول دون نموها بعد أن يعطب قشورها. ويعتري الثمار فيؤذيها ويعيبها. يكافح باستعمال أحد الأدوية الفاطورية المرتكزة على النحاس أو الكبريت.

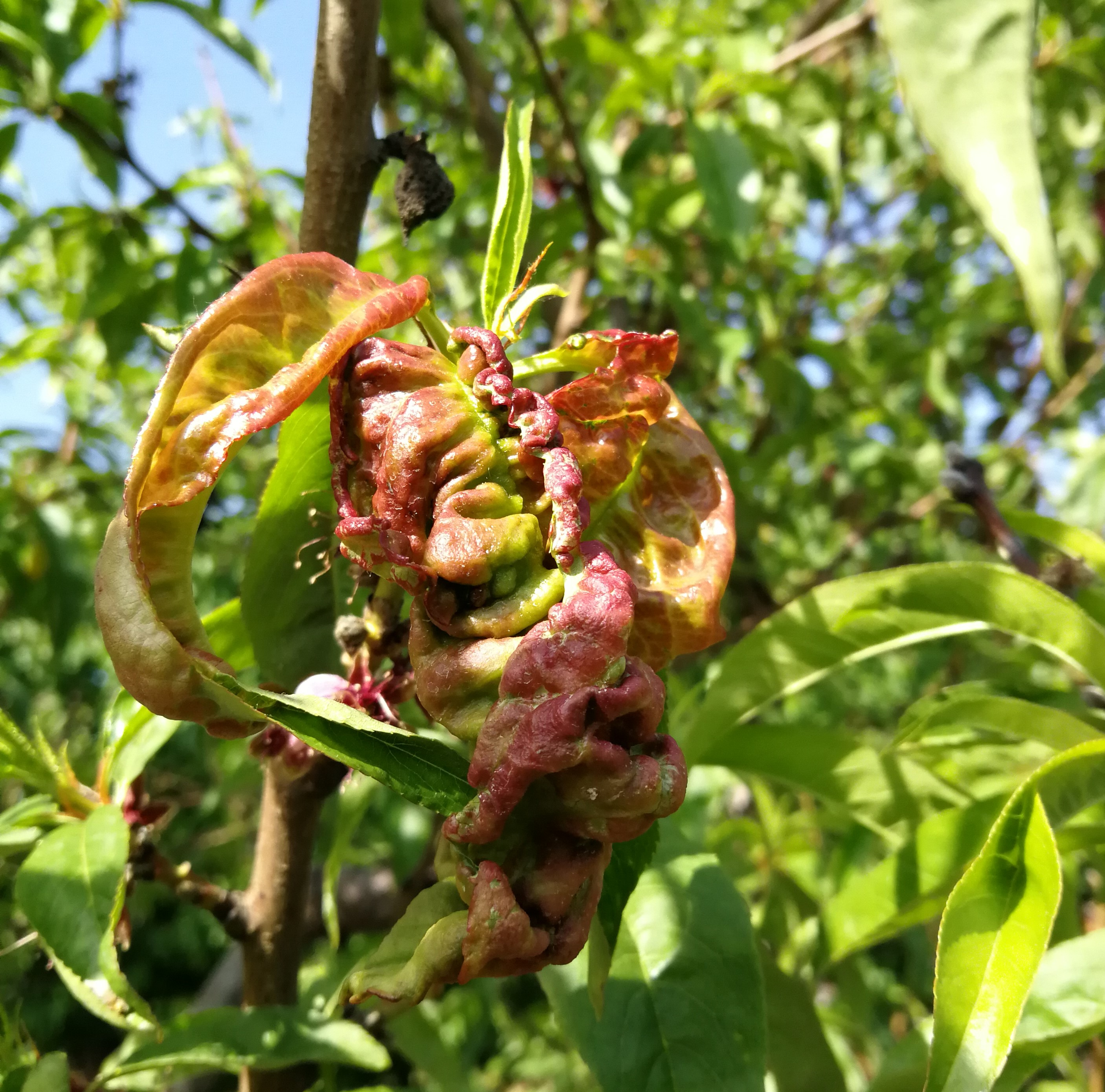
مجعدة اللوز والدراقن